# Liste der denkmalgeschützten Objekte in Chudenice
Grundlage dieser Liste der denkmalgeschützten Objekte in Chudenice ist die ÚSKP-Liste (Ústřední seznam kulturních památek České republiky, deutsch Zentrale Liste der Kulturdenkmäler der Tschechischen Republik), die von der tschechischen Denkmalschutzbehörde NPÚ (Národní památkový ústav, deutsch Nationale Denkmalbehörde) seit 1987 geführt wird und an die seit dem Jahr 1850 geschaffenen Listen anschließt.

## Denkmalgeschützte Objekte nach Ortsteilen

### Chudenice
| Lage                                                             | Objekt                                                  | Beschreibung | ÚSKP-Nr.                  | Bild                                                    |
| ---------------------------------------------------------------- | ------------------------------------------------------- | --- | ------------------------- | ------------------------------------------------------- |
| Chudenice, Mírové náměstí (Standort)                             | Kirche Johannes des Täufers                             | Gotische Kirche aus der Mitte des 14. Jahrhunderts, erbaut von Černíny von Chudenice, barockisiert. Das Innere zeigt wertvolle gotische Wandgemälde aus dem 15. Jahrhundert. | 21906/4-2983 Info Katalog | weitere Bilder                                          |
| Chudenice, bei der Kirche St. Johannes der Täufer (Standort)     | Kreuz mit Statuen von St. Johannes und St. Paulus       | Ensemble aus zwei Barockstatuen und einem jüngeren Gedenkkreuz aus dem Jahr 1834. Die 1766 datierten Statuen stammen aus dem Werk von Ignaz Franz Platzer, einem führenden Rokoko-Bildhauer in Böhmen. Ein einzigartiges Werk dieses Bildhauers in Westböhmen.                                                            | 103875 Info Katalog       | Kreuz mit Statuen von St. Johannes und St. Paulus       |
| Chudenice, Mírové náměstí 2 (Standort)                           | Pfarrhaus                                               | Zweistöckiges rechteckiges Gebäude barocken Ursprungs aus der zweiten Hälfte des 18. Jahrhunderts, intakt erhalten mit dem angrenzenden Hof. | 30946/4-2984 Info Katalog | Pfarrhaus                                               |
| Chudenice, U Černínského zámku 1, 165 (Standort)                 | Altes Schloss                                           | Ein mehrflügeliges, eingeschossiges Gebäude mit einem komplexen Grundriss, das die Überreste einer mittelalterlichen Festung im Renaissancestil enthält. Das heutige Erscheinungsbild der Gebäude ist spätbarock bis klassizistisch. Zu den Räumlichkeiten gehören eine ehemalige Brauerei und ein klassizistisches Haus. | 34545/4-2985 Info Katalog | weitere Bilder                                          |
| Chudenice, Dorfplatz (Standort)                                  | Denkmal für die Gefallenen I. und II. Zweiter Weltkrieg | Ein Granitdenkmal für die Gefallenen in beiden Weltkriegen und die Befreiung durch die US-Armee, nach dem Entwurf des Bildhauers Ladislav Srb. | 44196/4-4309 Info Katalog | Denkmal für die Gefallenen I. und II. Zweiter Weltkrieg |
| Chudenice, Tyršova 136 (Standort)                                | Turnhalle                                               | Turnhalle der im 19. Jahrhundert gegründeten slawischen Turnbewegung Sokol mit einfach gestalteten Fassaden. Das 1921 am Rande des Dorfes erbaute Gebäude ist ein positives Gegengewicht zum mittelalterlichen Stadtkern. Das Gebäude wurde in seinem authentischen Zustand ohne moderne Veränderungen erhalten.          | 105142 Info Katalog       | Turnhalle                                               |
| Chudenice, Nr. 60, 172, 173, unter dem Turm Bolfánek (Standort)  | Schloss Lázeň                                           | Schloss Lázeň, Schlosspark und Umgebung. | 29593/4-2986 Info Katalog | weitere Bilder                                          |
| Chudenice, auf dem Hügel oberhalb des Schlosses Lázeň (Standort) | Turm der ehemaligen Kirche St. Wolfgang, Bolfánek       | Überreste einer ehemaligen barocken Wallfahrtskirche, die von Franz Maximilian Kaňka in der Nähe der Heilquelle entworfen wurde. Auf der Nordseite des ehemaligen Kirchenschiffs befand sich eine klassizistische Kapelle.                                                                                                | 30871/4-2987 Info Katalog | weitere Bilder                                          |
| Chudenice (Standort)                                             | St.-Anna-Kapelle                                        | Barockkapelle auf einem ovalen Grundriss mit Sakristei und Vorraum. Kapellenfriedhof mit Leichenhalle, die von einer Umfassungsmauer begrenzt wird. | 15344/4-2988 Info Katalog | weitere Bilder                                          |
| Chudenice, Chudenice 15 (Standort)                               | Haus Soukeníků                                          | Großes klassizistisches Bauernhaus. | 46400/4-2991 Info Katalog | Haus Soukeníků                                          |
| Chudenice, Chudenice 18 (Standort)                               | Gehöft U Heriánů                                        | Bauernhof aus dem Anfang des 19. Jahrhunderts mit Wohnhaus mit Barockgiebel und einem Getreidespeicher. | 35859/4-2992 Info Katalog | Gehöft U Heriánů                                        |
| Chudenice, Chudenice 28 (Standort)                               | Gehöft U Rejchů                                         | Ein Landhaus aus dem frühen 19. Jahrhundert mit einem barocken Wohngiebel und einem zweistöckigen Getreidespeicher mit zwei Zugangstreppen. Das Geburtshaus des Komponisten und Cellisten Joseph Reicha. | 29089/4-2993 Info Katalog | Gehöft U Rejchů                                         |
| Chudenice, Kvapilova 58 (Standort)                               | Gehöft U Slámů                                          | Bauernhof aus dem Anfang des 19. Jahrhunderts mit Wohnhaus mit Barockgiebel und einem Getreidespeicher, einem Eingangstor und Wirtschaftsgebäuden. | 40231/4-2994 Info Katalog | Gehöft U Slámů                                          |
| Chudenice, bei der Kreuzung nach Slatin (Standort)               | Kapellchen                                              | Kleines rechteckiges Gebäude mit einem S-förmigen Giebel. Hochwertige kleine Sakralarchitektur aus dem frühen 19. Jahrhundert, die zusammen mit der benachbarten Linde ein Ensemble bildet. | 33254/4-4162 Info Katalog | Kapellchen                                              |
| Chudenice, V Kramolech 54 (Standort)                             | Hájovna Kramoly                                         | Wildhüterhütte mit einem kleinen Backsteinkeller, wahrscheinlich aus der ersten Hälfte des 19. Jahrhunderts, in einem abgelegenen Tal des Bělýšovský-Baches. | 22618/4-4105 Info Katalog | BW                                                      |

### Bezpravovice
| Lage                                     | Objekt                 | Beschreibung                                                                                | ÚSKP-Nr.                  | Bild        |
| ---------------------------------------- | ---------------------- | ------------------------------------------------------------------------------------------- | ------------------------- | ----------- |
| Bezpravovice, bei Nr. 5 (Standort)       | Getreidespeicher Nr. 5 | Eingeschossiges Steinhaus mit einer Veranda.                                                | 45327/4-2751 Info Katalog | BW          |
| Bezpravovice, Bezpravovice 17 (Standort) | Haus Nr. 17            | Volksarchitektur aus dem Ende des 18. Jahrhunderts mit einer hölzernen überdachten Veranda. | 45940/4-2752 Info Katalog | Haus Nr. 17 |

### Lučice
| Lage                        | Objekt         | Beschreibung | ÚSKP-Nr.                  | Bild           |
| --------------------------- | -------------- | --- | ------------------------- | -------------- |
| Lučice, Lučice 2 (Standort) | Gehöft U Žižků | Fachwerkhaus im Erdgeschoss mit einem erhaltenen Rauchloch im Raum, einer schwarzen Küche und zwei Kammern, über denen sich wahrscheinlich ein Getreidespeicher befand, der von außen zugänglich war. Das älteste Fachwerkhaus Böhmens aus der Mitte des 16. Jahrhunderts. | 20881/4-4153 Info Katalog | Gehöft U Žižků |

### Slatina
| Lage                           | Objekt            | Beschreibung | ÚSKP-Nr.            | Bild |
| ------------------------------ | ----------------- | --- | ------------------- | ---- |
| Slatina, Slatina 13 (Standort) | Liteň Wassermühle | Barockmühle mit Wirtschaftsgebäuden und einer Auffahrt und vollständig erhaltenen Mühlenausrüstungen aus dem frühen 20. Jahrhundert. Eine der wenigen Wassermühlen mit originaler Mahlanlage, die im Bezirk Klatovy erhalten geblieben ist. | 103745 Info Katalog | BW   |